# Crise diplomatique russo-géorgienne de 2008
Une crise diplomatique internationale entre la Géorgie et la Russie commence en 2008, lorsque la Russie annonce qu'elle ne participera plus aux sanctions économiques de la Communauté des États indépendants imposées à l'Abkhazie en 1996, établissant également des relations directes avec les autorités séparatistes d'Abkhazie et d'Ossétie du Sud. La crise est liée à la pression que reçoit la Géorgie en vue d'un plan d'action pour l'adhésion à l'OTAN et, indirectement, à la déclaration unilatérale d'indépendance du Kosovo.
Les tensions croissantes conduiront au déclenchement de la guerre russo-géorgienne en 2008. Après la guerre, un certain nombre d'incidents se produisent dans les deux zones de conflit et les tensions entre les belligérants demeurent élevées.

## Prélude à la guerre

### Levée des sanctions de la CEI
Lors d'une rencontre avec les présidents d'Abkhazie et d'Ossétie du Sud en février 2008, l'officiel russe déclare que Moscou devra « remodeler ses relations avec les républiques autoproclamées ». La Douma russe convoque une session le 13 mars pour discuter de la question de la reconnaissance des républiques non reconnues de l'ex-Union soviétique.
Le 6 mars 2008, la Russie lève les sanctions de la Communauté des États indépendants (CEI) imposées à l'Abkhazie en 1996 et les déclarent obsolètes. La décision russe s'heurte aux protestations de Tbilissi et au manque de soutien des autres pays de la CEI. Chalva Natelachvili, chef du Parti travailliste géorgien, avertit que la levée par la Russie des sanctions économiques contre l'Abkhazie signifiera la perte de ce territoire par la Géorgie,.

### Implication accrue de la Russie dans les républiques séparatistes de Géorgie
Le 1er mars 2008, le général russe Vassili Lounev, ancien commandant adjoint du district militaire de Sibérie, est nommé ministre de la Défense de l'Ossétie du Sud.
L'Abkhazie et l'Ossétie du Sud ont toutes deux soumis des demandes formelles de reconnaissance de leur indépendance à la Russie et à la communauté internationale, citant le précédent de la reconnaissance du Kosovo. Le Commissaire européen aux Relations extérieures Benita Ferrero-Waldner déclare qu'il y a « une préoccupation et une anxiété croissantes pour que la Russie puisse ouvrir la voie à la reconnaissance de l'Abkhazie », et déclare le soutien de l'UE à l'intégrité territoriale de la Géorgie.
L'ambassadeur de Russie auprès de l'OTAN avertit qu'une décision de la Géorgie d'adhérer à l'OTAN pourra renforcer la reconnaissance de l'indépendance de l'Abkhazie et de l'Ossétie du Sud. Selon lui, puisque le référendum de l'OTAN organisé en Géorgie n'inclut pas les États séparatistes, cela montre que la Géorgie a l'intention de rejoindre l'OTAN sans ces territoires.
La commission de la Douma pour la CEI recommande le 13 mars, à l'issue d'une audition sur les républiques non reconnues, un approfondissement des liens avec l'Abkhazie, l'Ossétie du Sud et la Transnistrie. Parmi les autres recommandations figurent la création de missions diplomatiques dans les régions (le ministère des Affaires étrangères devant décider s'il s'agira de consulats ou d'un autre type de mission), la suppression des droits d'importation sur les biens créés par des entreprises ayant des actionnaires russes dans les régions et une aide humanitaire et économique accrue pour les détenteurs de passeports russes dans les régions,. Le quotidien Nezavissimaïa Gazeta décrit l'audience comme « le lancement d'une procédure de reconnaissance ».
Le 21 mars 2008, la Douma d'État russe adopte une résolution dans laquelle elle appelle le président et le gouvernement russes à envisager la reconnaissance de l'Abkhazie et de l'Ossétie du Sud.
Cette décision est liée aux pressions pour que la Géorgie reçoive un plan d'action pour l'adhésion à l'OTAN et, indirectement, à la déclaration unilatérale d'indépendance du Kosovo,. Un diplomate russe anonyme déclare à Nezavisimaya Gazeta que le projet de décret vise une annexion de facto plutôt qu'une reconnaissance.
Les transactions directes entre la Russie et l'Abkhazie sur le transfert de citoyens russes des prisons abkhazes suscitent l'inquiétude du secrétaire général du Conseil de l'Europe, Terry Davis, car les transactions ont été effectuées sans demander l'autorisation du gouvernement géorgien.
La société d'État russe Gazprom aurait planifié l'exploration pétrolière et gazière en Abkhazie à partir du 1er juillet 2008. En outre, l'Abkhazie déclare que les vols des compagnies aériennes internationales en provenance de Russie pourront utiliser l'aéroport de Soukhoumi via l'Organisation de l'aviation civile internationale, estimant que de tels vols seront inacceptables. Selon des responsables de Gazprom, il n'y a aucun projet d'exploration pétrolière en Abkhazie, mais déclarent qu'une proposition est à l'étude pour construire un gazoduc vers l'Abkhazie. Répondant aux informations des médias russes selon lesquelles les liaisons maritimes entre Sotchi en Russie et Gagra en Abkhazie seront rétablies, la Géorgie menace de faire appel aux organisations maritimes internationales au sujet de l'utilisation de routes « illégales ».

## Après-guerre

### Séparation
Entre 1918 et 1921, la Géorgie fut brièvement indépendante de l'empire russe. Après quelques années, la Géorgie et un autre ancien État russe devinrent des républiques socialistes soviétiques. Lors de la transition vers la république socialiste soviétique, en 1922, l'Ossétie du Sud est créée au sein de la nouvelle république géorgienne, puis quelques années plus tard, en 1931, la république d'Abkhazie est rétrogradée au rang de république d'Oblast en Géorgie. Un an plus tard, en 1990, l'Ossétie du Sud déclare son indépendance de la Géorgie. Un an plus tard, la Géorgie déclare son indépendance de l'Union soviétique, ce qui conduira à de futurs conflits géorgiens.
De 1991 à 1992, des conflits armés éclatent entre la Géorgie, l'Abkhazie et l'Ossétie du Sud ; pendant ce conflit, Zviad Gamsakhurdia est éliminé en tant que président. Après 1992, les deux territoires tentent de revendiquer l'indépendance mais cela aboutira toujours à un conflit armé avec la Géorgie. Jusqu'à ce que les forces séparatistes abkhazes battent l'armée géorgienne en 1993 ; après cela, en octobre 1993, la Géorgie rejoint la Communauté des États indépendants. Après quelques années de combats, un cessez-le-feu est déclaré et signé en 1994 entre les forces géorgiennes et les séparatistes abkhazes ; pendant le cessez-le-feu, des troupes de paix russes sont envoyées dans la zone de conflit.

### Casques bleus russes
Après le conflit armé entre la Géorgie et la région de l'Ossétie du Sud, les deux parties conviennent et signent l'implication de la Russie et des casques bleus russes. À partir de 2022, la Russie soutient que ses casques bleus ont été victimes de l'agression de l'État géorgien en 2008.

## Tactiques russes
Alors que le conflit entre la Géorgie et la Russie fait rage en août 2008, les forces géorgiennes réalisent que ce n'est pas une coïncidence et que les forces russes semblent aptes au combat. Lorsque les forces russes commencent à se déplacer vers le sud en Géorgie, elles choisissent des points avantageux et utilisent des avions pour détruire les tours de télévision. La Russie débute la construction de clôtures illégales autour du territoire de l'Ossétie du Sud. Les actions de la Russie comprennent « la construction de clôtures illégales et d'obstacles naturels pour séparer les communautés et diviser davantage la population géorgienne ». L'Occident et la Géorgie craignent que la Russie tente d'annexer lentement la Géorgie et de diviser le pays. Au fil du temps, la Russie installe 19 bases militaires en Ossétie du Sud, rendant l'Occident très inquiet pour l'avenir de la Géorgie et de la région.

## Relations entre la Russie et la Géorgie en 2013
Cinq ans après le conflit russo-géorgien de 2008, le gouvernement géorgien manifeste son soutien au rétablissement des relations avec la Russie. La Russie continua à maintenir une présence militaire, « les troupes russes [étaient] stationnées sur 20 % du territoire du pays ». La Russie était en pourparlers sur la levée des sanctions contre la Géorgie et l'assouplissement des restrictions de voyage ; la Géorgie voulait poursuivre sa route vers l'adhésion à l'Union européenne et à l'OTAN. Pendant le conflit, de nombreux Géorgiens sont interrogés sur leur opinion sur la Russie. Beaucoup affirment aimer le peuple russe, mais une personne interrogée affirme ne détester que Vladimir Poutine. Les relations entre la Russie et la Géorgie s’amélioreront très lentement alors que les deux parties parlent de l'avenir des relations entre les deux pays et de l'avenir de la Géorgie.

## Impact sur la Géorgie et l'Ossétie du Sud
Le conflit russo-géorgien prend fin avec un cessez-le-feu mis en œuvre le 12 août 2008. La Géorgie termine le conflit sans l'Ossétie du Sud, dont la Russie a reconnu l'indépendance, mais cette dernière considère toujours ce territoire comme faisant partie de son propre territoire. La séparation de l'Ossétie de la Géorgie provoque l'effondrement de son économie nationale. Après le conflit, l'Ossétie du Sud « dépend totalement du financement de la Russie, mais à cause de la corruption ». Cela pousse la Géorgie à signer un accord d'association avec l'Union européenne, mais ils n'avaient pas encore soumis leur demande d'adhésion.

## Crimes de guerre
À la fin du conflit entre la Russie et la Géorgie, la Géorgie s'adresse à la Cour européenne des droits de l'homme pour apporter la preuve de crimes de guerre commis par la Russie pendant le conflit. Ces bombardements russes ont conduit de nombreux Géorgiens à perdre leurs maisons et à être tués. Des communautés et des villages ont été détruits et de nombreux Géorgiens contraints par les troupes russes de quitter leurs maisons. La Géorgie affirme également que lorsque le conflit a éclaté pour la première fois en 2008, la Russie disposant d'environ 30 000 soldats répartis dans les provinces d'Ossétie du Sud et d'Abkhazie. Le verdict de l'affaire est censé être rendu et il pourrait déclarer la Russie coupable de certains de ces cris, mais le Kremlin menace de suspendre le financement du tribunal et de se retirer entièrement du tribunal.

## Armes de guerre
Compte tenu de l'histoire et des liens entre la Russie et la Géorgie, les belligerants ont tous deux utilisé différents types d'armes pendant le conflit. La Géorgie étant un ancien État de l'Union soviétique, on s'attendait à ce qu'ils utilisent des armes de l'ère soviétique. Beaucoup d'armes russes dataient de l'ère soviétique et de nombreux soldats ont eu du mal à les utiliser pendant le conflit. Il est « estimé qu'environ 80 % de l'armement russe n'avait pas été remis à neuf depuis l'effondrement de l'Union soviétique en 1991 ». Les armes de l'ère soviétique ont un peu fait reculer la Russie pendant le conflit tandis que la Géorgie utilisait des armes plus efficaces et plus modernes. Avant le conflit, la Géorgie avait remplacé bon nombre de ses chars et véhicules d'infanterie par du matériel occidental. Les rapports affirment également que « les avions géorgiens étaient équipés d'un système de communication, d'avionique et de contrôle des armes supérieur » par rapport aux avions russes. À un moment donné du conflit, les soldats russes ont dû dépouiller les soldats géorgiens morts de leur gilets pour accroître leur protection. La plupart des équipements militaires russes s'avéreront inefficaces contre les forces géorgiennes.

### Incidents de drones en Géorgie
Le 20 avril 2008, un drone géorgien non armé est abattu au-dessus de la zone de conflit abkhaze. L'armée de l'air russe dément les allégations géorgiennes selon lesquelles un chasseur MiG-29 Fulcrum, de la base militaire de Goudaouta, aurait été impliqué dans l'incident. L'administration séparatiste d'Abkhazie déclare plus tôt avoir abattu le drone à 6 heures du matin, annonce démentie par les Géorgiens. L'Abkhazie revendique défendre son espace aérien.
En outre, le ministère russe des Affaires étrangères publie une déclaration accusant la Géorgie de violer l'accord de Moscou de 1994 et les résolutions des Nations unies sur l'Abkhazie en déployant sans autorisation un drone qui peut également être utilisé pour régler le tir.
Le 23 avril 2008, une réunion à huis clos du Conseil de sécurité de l'ONU se tient à New York.
Début mai 2008, les parties russe et abkhaze affirment que deux autres drones de reconnaissance géorgiens ont été abattus au-dessus de l'Abkhazie. La Géorgie nie ces allégations, déclarant q u'il s'agit d'une provocation visant à un soutien informatif et propagandiste de l'intervention militaire de la Russie ».
Le 26 mai 2008, la mission de l'ONU publie les conclusions de son enquête indépendante sur l'incident du 20 avril, confirmant les séquences vidéo et les données radar géorgiennes comme étant authentiques, l'avion qui a détruit le drone étant bien russe. Le rapport de conclusion indique que l'avion s'est envolé vers le territoire russe après l'incident, désignant la base de Goudaouta comme une localité probable. Le rapport est salué par la Géorgie mais rejeté par la Russie.
Selon Der Spiegel, après l'incident, le président Mikheil Saakachvili déploya 12 000 soldats géorgiens à Senaki en mai 2008. La Géorgie avait officiellement suspendu les vols de drones au-dessus de l'Abkhazie début juin, mais l'Abkhazie accusa la Géorgie de continuer à faire voler ces aéronefs dans la région.

### Événements de mai et juin en Ossétie du Sud
Le ministre géorgien des Affaires étrangères, Eka Tkeshelashvili, déclare le 15 mai 2008 que la Géorgie considérera toute augmentation du nombre de casques bleus russes en Ossétie du Sud comme un « empiétement flagrant sur la souveraineté et l'intégrité territoriale de la Géorgie ». Fin mai 2008, environ 1 000 casques bleus russes sont présents en Ossétie du Sud.
En Ossétie du Sud, trois explosions se produisent près de la frontière administrative. Une bombe explose à quelques mètres d'une ligne de véhicules militaires géorgiens. Le vice-ministre géorgien de la Défense, Batou Koutelia, pointe la responsabilité de l'attaque à l'administration sud-ossète, affirmant avoir adopté des « tactiques de terrorisme ».
Dans la nuit du 14 au 15 juin 2008, des tirs de mortier et un échange de tirs éclatent entre les forces sud-ossètes et géorgiennes. L'Ossétie du Sud affirme que des tirs de mortier ont été lancés depuis des villages contrôlés par les Géorgiens à Tskhinvali, la capitale sud-ossète, et que leurs forces répondent aux tirs des forces géorgiennes à la périphérie de la capitale. Le ministre de l'Intérieur sud-ossète, Mikhaïl Mindzaev, déclare que l'échange de tirs a duré environ quatre heures. La Géorgie nie avoir tiré le premier coup de feu, et accuse l'Ossétie du Sud d'avoir attaqué les villages sous contrôle géorgien d'Ergneti, Nikozi et Prisi. Une personne est tuée et quatre blessées dans les affrontements, et plusieurs maisons auraient été endommagées. Dans un autre incident, un garçon de 14 ans est blessé par une mine terrestre près d'Ergneti ; il décédera plus tard de ses blessures. Selon l'Ossétie du Sud, cinq personnes ont été blessées lors des violences et l'une d'entre elles est décédera plus tard.
Des casques bleus russes, géorgiens et nord-ossètes ainsi que des observateurs de l'Organisation pour la sécurité et la coopération en Europe se rendent sur les lieux des affrontements, essuyant des tirs près d'Ergneti, sans faire de blessés. L'échange de tirs débute dans la nuit du 15 juin à 23 h 38 et dure une demi-heure. Des armes à feu automatiques et des lance-grenades sont utilisés.
Alexandre Douguine, chef du mouvement international eurasien, connu pour ses liens étroits avec l'armée et les services de renseignement russes, se rend en Ossétie du Sud fin juin 2008. Le 30 juin, il déclare lors d'une conférence de presse : La Russie a quasiment acté la reconnaissance de l'Abkhazie et de l'Ossétie du Sud, et vous avez parfaitement tout préparé pour cela. [...] Si la Russie reconnaît l'indépendance de l'Ossétie du Sud et y déploie non pas des troupes pacificatrices mais des troupes frontalières, soit la question de l'adhésion de la Géorgie à l'OTAN sera retirée de l'ordre du jour pendant longtemps, soit cela finira par un conflit direct avec les États-Unis. [...]  Il faut donc reconnaître l'Abkhazie et l'Ossétie du Sud avant décembre »,.

### Accusation d'espionnage russe
Le 16 mai 2008, le Service fédéral de sécurité (FSB) russe affirme avoir intercepté un espion tchétchène travaillant pour la Géorgie qui tentait d'aider les rebelles dans le Caucase du Nord. L'agent présumé est identifié comme étant Ramzan Turkoshvili, un citoyen russe d'origine géorgienne, qui, selon le responsable anonyme du FSB, a été recruté par des agents des services de renseignement géorgiens travaillant avec Zelimkhan Khangashvili. Le groupe de Khangashvili est accusé d'avoir pris part à une attaque en 2004 en république russe d'Ingouchie, ayant fait près de 100 morts, dont de nombreux policiers. Selon un responsable non identifié du FSB, les services de renseignement géorgiens ont payé Turkoshvili pour établir des contacts avec des militants dans le Caucase du Nord et aider la Géorgie à les financer. La détention est présentée comme une preuve confirmant que le service de sécurité géorgien « participait à des activités terroristes perturbatrices dans le Caucase du Nord ». Le porte-parole du ministère géorgien de l'Intérieur, Shota Utiashvili, nie les accusations et les qualifies de « continuation de la politique de provocation de la Russie envers la Géorgie, qui a récemment pris une forme particulièrement aiguë ».

### Troupes ferroviaires russes en Abkhazie
Le 31 mai 2008, la Russie déploie ses troupes ferroviaires pour réparer une ligne de chemin de fer en Abkhazie. Selon le ministère russe de la Défense, ils ne sont pas armés. La Géorgie condamne cette décision comme une mesure agressive visant l'intégrité territoriale de la Géorgie. Le Département d'État américain se dit également « consterné » par le déploiement. Temour Mjavia, président du Conseil suprême d'Abkhazie en exil, affirme que la Russie prévoit de reconnaître l'Abkhazie le 27 septembre, lorsque les Abkhazes célébreront un « jour de l'indépendance ». Cette information est démentie par l'ambassadeur de Russie en Géorgie, Vyacheslav Kovalenko.

### Nouveaux efforts de paix
Le 5 mars 2008, la Géorgie se retire de la Commission mixte de contrôle pour la résolution du conflit géorgien-ossète. La Géorgie propose un format prévoyant également des rôles actifs pour l'UE, l'OSCE et l'administration Sanakoïev,.
Le 15 mai 2008, l'Assemblée générale des Nations Unies adopte une résolution dans laquelle elle reconnait le droit au retour de tous les réfugiés et personnes déplacées à l'intérieur de leur propre pays (PDI) en Abkhazie. La résolution souligne l'importance de conserver les droits de propriété des réfugiés et des déplacés internes et souligne la nécessité d'un calendrier pour garantir le retour volontaire de tous les réfugiés et déplacés internes. La Russie vote contre la résolution parrainée par la Géorgie. Le ministère russe des Affaires étrangères déclare que la soumission par la Géorgie du projet est une étape contre-productive »,.

### Exercices militaires
Selon un diplomate européen anonyme, le chef de la défense russe parla à un groupe de ses homologues de l'OTAN en avril 2008 et les avertit d'une invasion de la Géorgie plus tard en 2008.
Début juillet 2008, l'agence d'information OSInform publie plusieurs articles où la participation de l'armée russe à la future opération « d'imposition de la paix » en Géorgie est évoquée,,. L'un des articles dit que les exercices russes prévus ne sont pas accidentels et cela suggère une opération militaire sur le sol étranger.
Le 5 juillet 2008, les Russes commencent leurs exercices militaires, baptisés Caucasus Frontier 2008, dans le Caucase du Nord.
Le 15 juillet 2008, les États-Unis et la Russie commencent tous deux  des exercices dans le Caucase, bien que la Russie nia le timing intentionnel. Les exercices russes, baptisés Caucasus 2008, impliquent des unités du district militaire du Caucase du Nord, principalement la 58e armée, la 4e armée de l'air, des troupes du ministère de l'Intérieur et des gardes-frontières. Les exercices comprennent une formation pour soutenir les soldats de la paix en Abkhazie et en Ossétie du Sud. Un porte-parole de l'armée russe, Igor Konashenkov, déclare qu'environ 700 pièces de matériel militaire seront utilisées pendant les exercices. Selon la Géorgie, les exercices sont une manifestation de l'agression russe. Le ministère géorgien des Affaires étrangères communique : P as un seul document sur la résolution des conflits n'autorise les forces armées russes à mener une quelconque activité sur le territoire de la Géorgie ». Pendant les exercices un tract intitulé « Soldat ! Connaissez votre ennemi probable ! » (qui décrivait les forces armées géorgiennes) circule parmi les participants russes. Les exercices russes s'achèvent le 2 août. Les troupes russes sont restées près de la frontière géorgienne après la fin de leur exercice, au lieu de retourner à leurs bases.
Les exercices américains sont appelés « Réponse immédiate 2008 » et comprennent des forces des États-Unis, de Géorgie, d'Ukraine, d'Azerbaïdjan et d'Arménie. 127 formateurs américains participent aux exercices,. La 4e brigade géorgienne (qui a ensuite participé à la guerre) a pris part à l'événement avec 1 000 soldats américains, la Russie accusant les États-Unis d'aider les préparatifs d'attaque géorgiens. Des exercices conjoints se sont concentrés sur les opérations de contre-insurrection et une brigade géorgienne a été préparée pour le service en Irak. Les exercices conjoints des forces armées américaines et géorgiennes se sont achevés le 31 juillet.
Le 6 août, le ministère géorgien de la Défense annonce qu'un exercice de deux semaines, Georgian Express 2008, aura lieu avec 180 militaires britanniques, à partir de septembre.

## La guerre
Au cours de la première semaine d'août 2008, plusieurs affrontements ont lieu en Ossétie du Sud après l'attaque des séparatistes ossètes contre des positions géorgiennes.
La crise éclate le 7 août 2008, lorsque les séparatistes sud-ossètes commencent à bombarder des villages géorgiens plusieurs heures après l'appel du président Saakachvili à un cessez-le-feu et à la reprise des pourparlers de paix. La Géorgie lance une opération militaire à grande échelle contre l'Ossétie du Sud,.

## Événements d'après-guerre en 2008
Le 26 août 2008, la Russie reconnait officiellement l'Ossétie du Sud et l'Abkhazie comme États indépendants. En réponse à la reconnaissance par la Russie de l'Abkhazie et de l'Ossétie du Sud, le gouvernement géorgien annonce que le pays a coupé toutes les relations diplomatiques avec la Russie.
Le 28 août 2008, le représentant sud-ossète Mikhail Mindzaev affirme qu'un véhicule aérien sans pilote géorgien a été abattu pendant la nuit.
Début septembre 2008, la Maison Blanche annonce un programme d'aide économique d'un milliard de dollars pour la Géorgie, dont environ la moitié ira à la Géorgie avant que le président Bush ne quitte ses fonctions.
Le 10 septembre 2008, un policier géorgien aurait été tué par des soldats russes dans un village au nord de Gori. La fusillade s'est produite à plusieurs centaines de mètres d'un point de contrôle russe à Karaleti, à douze milles de l'Ossétie du Sud. Les responsables russes nient toute responsabilité, affirmant qu'il pourrait avoir été perpétré par des Sud-Ossètes.
Le 13 septembre 2008, un policier géorgien est tué à Ganmukhuri, à la frontière administrative entre l'Abkhazie et la Géorgie.
Le 21 septembre 2008, un policier géorgien est tué et trois autres blessés à la frontière administrative entre l'Abkhazie et la Géorgie. Selon les autorités géorgiennes, l'incident s'est produit au moment où des coups de feu ont été tirés « de la direction du point de contrôle de l'armée russe [à proximité] », l'échange de tirs qui suivra entre la police géorgienne et le territoire contrôlé par l'Abkhazie dura plusieurs minutes.
Le 22 septembre 2008, deux policiers géorgiens sont blessés par une mine à la frontière administrative entre l'Abkhazie et la Géorgie.
Le 24 septembre 2008, la police géorgienne arrête un camion militaire russe près du village d'Odzissi dans la municipalité de Mtskheta. Le camion contient des munitions et des explosifs. Le chauffeur russe, qui déclare s'être égaré, est remis aux observateurs de l'OSCE.
Le 25 septembre 2008, un résident sud-ossète de 13 ans est tué lorsqu'un engin explosif a explosé à la périphérie de Tskhinvali.
Le 3 octobre 2008, sept soldats russes sont tués et sept autres blessés par l'explosion d'une voiture piégée près de la base militaire russe. Parmi eux se trouve le colonel Ivan Petrik, chef d'état-major des Casques bleus. Les Russes accusent les Géorgiens d'avoir orchestré « l'attaque terroriste », affirmant que juste avant l'explosion : « Nous ne doutons pas que ces actes terroristes sont l'œuvre des forces spéciales géorgiennes ». La présidence française de l'Union européenne condamne l'attentat.
Le 6 octobre 2008, un garde-frontière abkhaze est abattu près de la frontière administrative entre l'Abkhazie et la Géorgie.
Le 18 octobre 2008, les médias géorgiens rapportent qu'un pont du village d'Adzva dans le district de Gori avait été partiellement dynamité par des Ossètes présumés.
Le 21 octobre 2008, la voiture de police explose sur une mine près du village d'Avnevi et un policier est blessé.
À la mi-octobre 2008, la police sud-ossète reçoit l'ordre de riposter si un tir provient du côté géorgien. Cela est considéré comme une directive susceptible d'accroître la menace de nouvelles violences. Le haut responsable de la police d'Ossétie du Sud a émis cet ordre en réponse à un poste de police essuyant des tirs d'armes automatiques provenant d'un village de souche géorgienne. Le ministre de l'Intérieur par intérim, Mikhail Mindzayev, déclare que personne n'a été blessé par les coups de feu, bien qu'ayant qualifié cette attaque « de série de provocations par les forces géorgiennes ».
Le 25 octobre 2008, une bombe explose dans la ville géorgienne de Mujava, près de la frontière administrative avec l'Abkhazie, tuant un villageois et le gouverneur du district de Tsalenjikha en Géorgie, Giorgi Mebonia.
Le 9 novembre 2008, dans la matinée, deux policiers géorgiens sont tués et trois blessés après l'explosion d'une voiture de police par une mine sur la route près du village de Dvani.

## Relations en 2009
Le 19 janvier 2009, le président russe Dmitri Medvedev signe une loi interdisant la vente, la fourniture ou le transfert de production militaire à la Géorgie et interdisant l'utilisation des chemins de fer, des eaux et de l'espace aérien russes pour la coopération militaire avec la Géorgie. Selon RIA Novosti, les pays ou les individus qui enfreindraient ces réglementations s'exposeront à des sanctions économiques et financières. Les sanctions doivent durer jusqu'en décembre 2011.
Les 19 et 21 janvier, la Russie demande à la Géorgie d'autoriser ses experts à accéder aux installations militaires géorgiennes pour des contrôles d'évaluation et de vérification conformément à un document de l'OSCE de Vienne de 1999 sur les mesures de confiance et de sécurité. La Géorgie rejeta ces demandes.
Le 23 janvier 2009, la Russie se dit préoccupée par « l'expansion de la présence militaire de la Géorgie aux frontières de l'Abkhazie et de l'Ossétie du Sud ».
Le 2 février 2009, lors d'une réunion avec des émissaires de l'UE, le vice-ministre russe des Affaires étrangères Alexandre Grouchko se dit préoccupé par le renforcement des troupes géorgiennes à la frontière avec l'Ossétie du Sud. « Grouchko exprime son inquiétude face à l'accumulation d'une présence militaire géorgienne aux frontières de l'Ossétie du Sud », déclare le ministère des Affaires étrangères dans un communiqué. « L'activité accrue de leurs unités spéciales [géorgiennes] a été signalée dans la partie orientale de la frontière sud-ossète ».
Le 6 février 2009, la Géorgie soumet la requête contre la Russie à la Cour européenne des droits de l'homme, afin de poursuivre la procédure entamée le 11 août 2008.
En février 2009, Pavel Felgenhauer, un analyste militaire, affirme que la Russie prévoyait d'envahir la Géorgie depuis l'Ossétie du Sud afin de renverser le gouvernement Saakachvili.
Le 22 avril 2009, des tirs ont lieu à la frontière administrative entre la Géorgie et l'Ossétie du Sud. Les deux parties signalent des tirs d'armes automatiques et s'accusent mutuellement de l'incident.
Au 1er août 2009, au moins 28 policiers géorgiens patrouillant le long de la frontière administrative sud-ossète ont été tués par des tirs de snipers ou des mines au cours de la première année suivant la fin de la guerre.
Le 1er août 2009, le ministère russe de la Défense affirme que la Géorgie a déjà ouvert le feu sur le territoire sud-ossète à plusieurs reprises au cours des derniers jours,,.
Le 3 août 2009, des séparatistes sud-ossètes ont lancé des grenades sur des points de contrôle géorgiens et russes. Le lendemain, l'Ossétie du Sud accuse la Géorgie d'avoir ouvert le feu le 3 août.
Le 3 août 2009, RIA Novosti publie une interview du président sud-ossète Edouard Kokoïty. Il annonce exclure une nouvelle agression géorgienne et déclare qu'il exigera la cession des gorges de Truso (partie de l'unité administrative géorgienne de Mtskheta-Mtianeti) à l'Ossétie du Sud. Il parla également du président géorgien Saakachvili : « Quant à cet amoureux des guerres et des slogans belliqueux, ce criminel international, je lui conseillerais de faire attention. Compte tenu de son comportement, la Géorgie manque d'hôpitaux psychiatriques ».
Le 4 août 2009, les tensions augmentent avant le premier anniversaire de la guerre. L'Union européenne exhorte « toutes les parties à s'abstenir de toute déclaration ou action susceptible d'aggraver les tensions en cette période particulièrement sensible ». Le ministère géorgien des Affaires étrangères condamne les « tentatives délibérées » de la Russie d'aggraver la situation. Mikheil Saakachvili exhorte les États-Unis et l'UE à désamorcer les tensions.
Le 5 août 2009, la Russie affirme que les États-Unis continuent de livrer de grandes quantités d'armes à la Géorgie.
Julia Latynina écrit dans le Moscow Times que les événements en Ossétie du Sud se déroulent selon le scénario de l'année dernière. Dès que le vice-président américain Joe Biden annonce ne pas fournir d'armes à la Géorgie, le président sud-ossète Kokoïty affirme que Tskhinvali a essuyé des tirs du village géorgien de Nikozi. Latynina déclare : « Compte tenu du fait que les forces sud-ossètes ont déjà rayé Nikozi de la carte, sa déclaration semble un peu étrange ». Il sera impossible de répéter à nouveau le scénario de l'année dernière, car en 2008, le monde n'a pas prêté attention au fait qu'avant le début de la guerre, les forces sud-ossètes bombardaient le territoire géorgien tout en se déclarant prêtes à lancer une « contre-attaque » contre les villes géorgiennes. Latynina conclut qu'en cas de reprise du conflit, personne ne croira à un déclenchement d'une guerre par Kokoïty ; tout le monde pointerait la responsabilité à Poutine.
À l'approche du premier anniversaire du début de la guerre, des attaques Internet visent un utilisateur géorgien. Le compte Twitter d'un blogueur géorgien, Cyxymu, est attaqué, entraînant une interruption de plusieurs heures de l'ensemble du service.
Le 14 août 2009, Chota Outiashvili, représentant du ministère géorgien de l'Intérieur, déclare que la partie sud-ossète avait avoué avoir bombardé les villages géorgiens.